# ゲイリー・リッジウェイ
ゲイリー・レオン・リッジウェイ（英語: Gary Leon Ridgway, 1949年2月18日 - ）は、アメリカ合衆国のシリアルキラーである。1982年から1984年にかけて多数の売春婦を殺害、死体をグリーン川に遺棄した事から、「グリーン・リバー・キラー」と呼ばれていた。

## 生い立ち
1949年2月18日、ユタ州でリッジウェイ家の次男として生まれた。父親は暴力的で娼婦の文句をよく言うトラックの運転手だった。
13歳までおねしょが治らず、彼がおねしょをする度に母親は体を洗ってあげていたという。大人しい性格だったが、IQは低かった。
リッジウェイの母親はリッジウェイの人生を狂わせた。リッジウェイは後に防衛心理学者に、思春期の頃、怒りと母親への性的魅力の相反する感情を持ち、彼女を殺害することを想像していたと語った。
リッジウェイは失読症であり、高校では1年間留年した。リッジウェイは16歳のとき、6歳の少年を森の中に連れて行き肋骨ごしに彼の肝臓を刺したが、この少年は生き延びた。

## 青年期
生涯3度の結婚をする。
- クラウディア・クレイグ・バローズ（1970年-1972年）
- マーシャ・ロニーナ・ブラウン（1973年-1981年）
- ジュディス・ロレイン・リンチ（1988年-2002年）

高校卒業後、クラウディアと結婚する。のちに米国海軍に入隊し、ベトナムに送られた。ここで娼婦を買い漁ったため淋病にかかり、初めての結婚生活はすぐに終わった。
元妻や交際相手は、性欲が強い彼に1日に何度も求められた。ある時には、公共の場所や森の中での性交を求めて来たこともあった。

## 連続殺人事件
1980年代から1990年代まで、70人以上を殺害したとされる。
犠牲者のほとんどは売春婦や家出少女で、絞殺され、グリーン川沖に遺棄された。死体を遺棄したあと、死体の様子を見に来て、屍姦を行うこともあった。
ゲイリーが犯した連続殺人は長らくアメリカ最大の未解決殺人事件とされており、2001年の逮捕まで実に20年間も未解決だった。
同じく連続殺人犯として服役していたテッド・バンディも捜査に協力したが、結果としては何の役にも立たなかった。
2001年、DNA型鑑定から犯人がリッジウェイであることが発覚し、逮捕された。当時判明していなかった犠牲者を供述する代わり、死刑を免れる司法取引を行った末、現在も終身刑で服役中である。

## 犠牲者
少なくとも49名の犠牲者が判明している。
| #  | 名前                      | 年齢  | 行方不明                | 遺体発見       |
| -- | ------------------------- | ----- | ----------------------- | -------------- |
| 1  | Wendy Lee Coffield        | 16    | 1982年7月8日            | 1982年7月15日  |
| 2  | Gisele Ann Lovvorn        | 17    | 1982年7月17日           | 1982年9月25日  |
| 3  | Debra Lynn Bonner         | 23    | 1982年7月25日           | 1982年8月12日  |
| 4  | Marcia Fay Chapman        | 31    | 1982年8月1日            | 1982年8月15日  |
| 5  | Cynthia Jean Hinds        | 17    | 1982年8月11日           | 1982年8月15日  |
| 6  | Opal Charmaine Mills      | 16    | 1982年8月12日           | 1982年8月15日  |
| 7  | Terry Rene Milligan       | 16    | 1982年8月29日           | 1984年4月1日   |
| 8  | Mary Bridget Meehan       | 18    | 1982年9月15日           | 1983年11月13日 |
| 9  | Debra Lorraine Estes      | 15    | 1982年9月20日           | 1988年5月30日  |
| 10 | Linda Jane Rule           | 16    | 1982年9月26日           | 1983年1月31日  |
| 11 | Denise Darcel Bush        | 23    | 1982年10月8日           | 1985年6月12日  |
| 12 | Shawnda Leea Summers      | 16    | 1982年10月9日           | 1983年8月11日  |
| 13 | Shirley Marie Sherrill    | 18    | 1982年10月20 – 22日     | 1985年6月14日  |
| 14 | Rebecca "Becky" Marrero   | 20    | 1982年12月3日           | 2010年12月21日 |
| 15 | Colleen Renee Brockman    | 15    | 1982年12月24日          | 1984年5月26日  |
| 16 | Sandra Denise Major       | 20    | 1982年12月24日          | 1985年12月30日 |
| 17 | Wendy Stephens            | 14    | 1983年春頃に死亡        | 1984年3月21日  |
| 18 | Alma Ann Smith            | 18    | 1983年3月3日            | 1984年4月2日   |
| 19 | Delores LaVerne Williams  | 17    | 1983年3月8 – 14日       | 1984年3月31日  |
| 20 | Gail Lynn Mathews         | 23    | 1983年4月10日           | 1983年9月18日  |
| 21 | Andrea Marion Childers    | 19    | 1983年4月14日           | 1989年10月11日 |
| 22 | Sandra Kay Gabbert        | 17    | 1983年4月17日           | 1984年4月1日   |
| 23 | Kimi-Kai Pitsor           | 16    | 1983年4月17日           | 1983年12月15日 |
| 24 | Marie M. Malvar           | 18    | 1983年4月30日           | 2003年9月26日  |
| 25 | Carol Ann Christensen     | 21    | 1983年5月3日            | 1983年5月8日   |
| 26 | Martina Theresa Authorlee | 18    | 1983年5月22日           | 1984年11月14日 |
| 27 | Cheryl Lee Wims           | 18    | 1983年5月23日           | 1984年3月22日  |
| 28 | Yvonne "Shelly" Antosh    | 19    | 1983年5月31日           | 1983年10月15日 |
| 29 | Carrie Ann Rois           | 15    | 1983年5月31日 – 6月13日 | 1985年3月10日  |
| 30 | Constance Elizabeth Naon  | 19    | 1983年6月8日            | 1983年10月27日 |
| 31 | Kelly Marie Ware          | 22    | 1983年7月18日           | 1983年10月29日 |
| 32 | Tina Marie Thompson       | 21    | 1983年7月25日           | 1984年4月20日  |
| 33 | April Dawn Buttram        | 16    | 1983年8月18日           | 2003年8月30日  |
| 34 | Debbie May Abernathy      | 26    | 1983年9月5日            | 1984年3月31日  |
| 35 | Tracy Ann Winston         | 19    | 1983年9月12日           | 1986年3月27日  |
| 36 | Maureen Sue Feeney        | 19    | 1983年9月28日           | 1986年5月2日   |
| 37 | Mary Sue Bello            | 25    | 1983年10月11日          | 1984年10月12日 |
| 38 | Pammy Annette Avent       | 15    | 1983年10月26日          | 2003年8月16日  |
| 39 | Delise Louise Plager      | 22    | 1983年10月30日          | 1984年2月14日  |
| 40 | Kimberly L. Nelson        | 21    | 1983年11月1日           | 1986年6月14日  |
| 41 | Lisa Yates                | 19    | 1983年12月23日          | 1984年3月13日  |
| 42 | Mary Exzetta West         | 16    | 1984年2月6日            | 1985年9月8日   |
| 43 | Cindy Anne Smith          | 17    | 1984年3月21日           | 1987年6月27日  |
| 44 | Patricia Michelle Barczak | 19    | 1986年10月17日          | 1993年2月3日   |
| 45 | Roberta Joseph Hayes      | 21    | 1987年2月7日            | 1991年9月11日  |
| 46 | Marta Reeves              | 36    | 1990年3月5日            | 1990年9月20日  |
| 47 | Patricia Yellowrobe       | 38    | 1998年1月               | 1998年8月6日   |
| 48 | Lori Anne Razpotnik       | 15–18 | 1980年12月 – 1984年1月  | 1986年1月2日   |
| 49 | 身元不明の女性            | 13–24 | 1973 – 1993年           | 2003年8月21日  |